# 溪口镇 (宁波市)
溪口镇是中华人民共和国浙江省宁波市奉化区下辖的一个行政建制镇，辖区面积368.14平方公里，因剡溪至溪口为武岭山与溪南山阻夹成口，故名溪口:76、78，2010年1月成为宁波市卫星城市试点，被赋予部分县级经济社会管理权限，2010年3月10日公布为第一批全国特色景观旅游名镇示范名单。
溪口镇是中華民國前总统、中國國民黨總裁蔣中正，中華民國前總統、中國國民黨前主席蔣經國的籍貫地及出生地。

## 历史
唐贞元时就已形成村落，宋至清属禽孝乡、剡源乡。
民国初期属禽孝区、剡源区，1919年设立溪口镇、亭下镇，1939年属萧王庙区溪口镇、禽孝三乡、禽孝四乡，亭下区剡忠乡、剡孝乡、剡仁乡、剡爱乡、剡信乡、剡义乡、剡和乡、剡平乡，1947年属禽孝区溪口镇、畸泉乡，剡源区剡前乡、剡中乡、剡后乡、剡明乡。
1949年属溪口区溪口镇、畸泉乡、剡前乡、剡中乡、剡后乡、剡明乡，1950年畸泉乡划归江口区，设立亭下区，辖剡前乡、剡后乡、剡明乡，后改为溪口区溪口乡、任湖乡、上白乡、岩头乡、石门乡，江口区畸山乡，亭下区康岭乡、三石乡、六诏乡、亭下乡、董村乡、东岙乡、驻岭乡、晦溪乡，1951年溪口乡改为溪口镇，1953年畸山乡划归溪口区，1956年撤销溪口区，溪口镇、任湖乡（除中峰村、兰田村、窑岩村）合并为溪口镇，唐田乡、驻岭乡岩坑村并入董村乡，晦溪乡、驻岭乡（除岩坑村）合并为葛竹乡，牌亭乡并入畸山乡，上白乡（除新建村、上山村）、东岙乡，任湖乡中峰村、兰田村、窑岩村合并为上白乡，六诏乡并入三石乡，康岭乡、驻岭乡白壁村并入亭下乡，岩头乡（除谢界山村）、石门乡合并为岩头乡，1958年改为溪口公社溪口管理区、上白管理区、东岙管理区、畸山管理区，亭下公社亭下管理区、岩头管理区、三石管理区，董村公社董村管理区、葛竹管理区，1959年亭下管理区更名为康岭管理区，葛竹管理区更名为晦溪管理区，董村公社设立唐田管理区，1960年董村公社并入亭下公社，1961年改为溪口公社、上白公社、东岙公社、畸山公社、亭下公社、岩头公社、三石公社、董村公社、葛竹公社，后上白公社并入溪口公社，属溪口区，1964年溪口公社改为溪口镇，1970年撤销溪口区，畸山公社并入溪口镇，1972年恢复溪口区、畸山公社，1980年溪口镇改为直属镇，1981年葛竹公社更名为斑竹公社，亭下公社更名为斑溪公社，三石公社更名为跸驻公社，1983年畸山公社、东岙公社、董村公社、岩头公社、斑溪公社、跸驻公社、斑竹公社改为畸山乡、东岙乡、董村乡、岩头乡、斑溪乡、跸驻乡、斑竹乡，1991年班溪乡改为斑溪镇，1992年5月撤销溪口区，畸山乡、东岙乡、董村乡并入溪口镇，岩头乡并入斑溪镇，2001年6月斑溪镇、跸驻乡、斑竹乡并入溪口镇，2008年3月萧王庙街道钟家、甘家划入溪口镇，设立钟甘家村:11-18、158、493-494:45、77。

## 行政区划
溪口镇下辖以下地区：
武岭社区、茗山社区、畸山社区、班溪社区、溪口一村、溪口二村、溪口三村、湖山村、上白村、五林村、沙堤村、上山村、新建村、里村、栖霞坑村、后葛村、大张村、联胜村、畸东村、畸南村、畸上村、任宋村、状元岙村、直岙村、东西岙村、三十六湾村、东岙村、西坑村、东山村、岩头村、界岭村、康岭村、班溪村、许江岸村、公棠村、桕坑村、下跸驻村、上跸驻村、六诏村、斑竹村、升纲村、葛竹村、壶潭村、榆樟杨村、亭下湖村、徐溪村、石门村、东姜坑村、兰峰村、岩坑村、董溪一村、董溪二村、明溪村、石敏村、锦溪村、剡源村、三石村、塔下村、钟甘家村和商量岗林场。

## 交通
甬金高速公路过境，设置溪口东、溪口西出口。209省道、310省道经过镇区。甬金铁路设置溪口站。

## 旅游
溪口镇是千年古镇，是中国有名的名胜旅游区。拥有国家重点文物保护单位蒋氏故居。著名景点有雪窦山、千丈岩、蒋家祠堂等。雪窦山上有张学良第一幽禁处。2010年溪口与滕头村一起被评为国家5A级旅游景区。

## 中国传统村落
2012年12月17日，岩头村列入第一批中国传统村落，2014年11月17日，栖霞坑村列入第三批中国传统村落。

## 物产
特色旅游产品有溪口千层饼、奉化芋艿头、奉化水蜜桃等。